# Règles de Baldwin
Les règles de Baldwin en chimie organique sont une série de règles décrivant modes de cyclisation favorables pour les composés alicycliques. Elles ont été proposées pour la première fois par Jack Baldwin en 1976,.
Les règles de Baldwin portent sur les vitesses relatives des différents modes de cyclisation. Elles ne sont pas destinées à décrire la probabilité absolue qu'une réaction se produise ou non, elles sont plutôt utilisées pour donner une probabilité relative. Une réaction défavorisée (lente) n'a pas une vitesse capable de rivaliser efficacement avec une réaction qui est favorisée (rapide). Cependant, le produit défavorisé peut être observé, si aucune réaction alternative n'est plus favorisée.
Les règles classent les cyclisations de trois manières :
- le nombre d'atomes dans le cycle nouvellement formé
- en fermetures de cycle exo et endo, selon que la liaison rompue pendant la fermeture de cycle se trouve à l'intérieur (endo) ou à l'extérieur (exo) de l'anneau en formation
- dans tet, trig et dig géométrie de l'atome étant attaqué, selon que le carbone électrophile est tetraédrique (hybridé sp3), trigonal (hybridé sp2) ou digonal (hybridé sp).

Ainsi, une réaction cyclisation pourrait être classée comme, par exemple, un 5 -exo-trig.
Baldwin a découvert que les exigences de recouvrement orbitalaire pour la formation de liaisons favorisent uniquement certaines combinaisons de taille de cycle et les paramètres exo/endo/dig/trig/tet. Des modèles 3D interactifs de plusieurs de ces états de transition peuvent être consultésici (javascript requis).
Il existe des exceptions aux règles de Baldwin. Par exemple, les cations ne respectent que rarement les règles de Baldwin, tout comme les réactions dans lesquelles un atome de la troisième période est inclus dans le cycle. Une version étendue et révisée des règles est disponible:
|      | 3   | 3    | 4   | 4    | 5   | 5    | 6   | 6    | 7   | 7    |
| type | exo | endo | exo | endo | exo | endo | exo | endo | exo | endo |
| tet  | ✓   |      | ✓   |      | ✓   | X    | ✓   | X    | ✓   | X    |
| trig | ✓   | X    | ✓   | X    | ✓   | X    | ✓   | ✓    | ✓   | ✓    |
| dig  | X   | ✓    | X   | ✓    | ✓   | ✓    | ✓   | ✓    | ✓   | ✓    |

Les règles s'appliquent lorsque le nucléophile peut attaquer la liaison selon un angle idéal. Ces angles sont de 180° (inversion de Walden) pour les réactions exo-tet, de 109° (angle de Bürgi-Dunitz) pour la réaction exo-trig et de 120° pour les réactions endo-dig. Les angles d'attaque nucléophile sur les alcynes ont été revus et redéfinis récemment. L'« angle aigu » d'attaque postulé par Baldwin a été remplacé par une trajectoire similaire à l'angle de Bürgi-Dunitz.

## Applications
Dans une étude, des cycles à sept chaînons ont été construits dans une réaction d'addition en tandem 5 -exo-dig / réarrangement de Claisen:
Un modèle 6-endo-dig a été observé dans une addition 1,2-tandem allène - alcyne / cyclisation de Nazarov catalysé par un composé d'or:
Une réaction de fermeture de cycle 5-endo-dig faisait partie d'une synthèse de (+)-Preussin:

## Règles pour les énolates
Les règles de Baldwin s'appliquent également aux aldolisations intramoléculares impliquant des énolates,. Deux nouveaux descripteurs doivent être définis : enolendo et enolexo, qui indiquent si les deux carbones du fragment énolate CC sont respectivement incorporés ou non dans le cycle formé.
Les règles sont les suivantes:
|          | enolendo | enolendo | enolendo | enolendo | enolendo | enolexo | enolexo | enolexo | enolexo | enolexo |
| type     | 3        | 4        | 5        | 6        | 7        | 3       | 4       | 5       | 6       | 7       |
| exo-tet  | X        | X        | X        | ✓        | ✓        | ✓       | ✓       | ✓       | ✓       | ✓       |
| exo-trig | X        | X        | X        | ✓        | ✓        | ✓       | ✓       | ✓       | ✓       | ✓       |

## Exceptions
Ces règles sont basées sur des preuves empiriques et de nombreuses « exceptions » sont connues,,. Les exemples incluent :
- les cyclisations des cations
- les réactions impliquant des atomes de troisième rangée, comme le soufre